# Mitläufereffekt
Der Mitläufereffekt, auch Bandwagon-Effekt genannt, bezeichnet in der Handlungstheorie die Wirkung, die ein wahrgenommener Erfolg auf die Bereitschaft ausübt, sich den voraussichtlich erfolgreichen Handlungsweisen anzuschließen. Zum Beispiel möchten Wähler gerne auf der Gewinnerseite sein, d. h., sie wählen eher die Kandidaten, von denen sie erwarten, dass sie siegreich sein werden.
Dieser handlungsbestimmende Effekt findet sich nicht nur auf dem Gebiet der Wahl- und der Medienwirkungsforschung, sondern auch auf dem Gebiet der Konsumforschung. Formale Darstellungen wurden in die Mikroökonomie sowie in die Spieltheorie eingeführt.
Im Englischen ist der Bandwagon der Wagen einer Musikband; bandwagon heißt also Musikantenwagen oder Festwagen mit einer Musikkapelle. Dieser Band-Wagen wird von Mitläufern zu Fuß begleitet. 

## Begriffsgeschichte
Der Mitläufer-Effekt wurde bekannt durch „The People’s Choice“, eine bahnbrechende Panelstudie von Paul F. Lazarsfeld et al. zum Präsidentschaftswahlkampf 1940 in Erie County, Ohio.
Er wurde in Deutschland bereits 1932 vom damaligen SPD-Reichstagsabgeordneten Carlo Mierendorff als „politischer Herdentrieb“ beschrieben und 1940 von Elisabeth Noelle-Neumann in ihrer Dissertation über politische Massenbefragungen in den USA als „band wagon impuls“ referiert. Dieser handlungssteuernde Effekt zeigt die Beeinflussung von Wählerverhalten durch die Veröffentlichung von Wahlprognosen (Schweigespirale).
Von „Mitläufer-Effekt“ wird in der politischen Soziologie auch gesprochen, wenn sich Menschen aufgrund persönlicher Vorteile oder um Nachteile zu vermeiden, einer Partei oder sozialen Bewegung anschließen (zum Beispiel nach 1933 der NSDAP).
In der Mikroökonomie wird ebenfalls vom Mitläufer-Effekt (auch Nachahmungseffekt) gesprochen. Dieser Effekt beschreibt die Steigerung der Nachfrage nach einem Konsumgut aufgrund der Tatsache, dass andere Konsumenten (Mitglieder einer Bezugsgruppe) dieses Gut (häufig sind es modische Artikel) gekauft haben. Die Nachfrage erhöht sich dann in stärkerem Maße, als es bei normalem Verlauf der Nachfrage der Fall wäre.
Im Sport wird auch vom Mitläufereffekt gesprochen, wenn Menschen zu einem Verein halten, der vermeintlich die Saison erfolgreich abschließt. Bleibt der sportliche Erfolg aus oder vermindert sich, kann kurzfristig ein anderer Club favorisiert werden. Im deutschen Fußball wird zum Beispiel oft bei Fans vom FC Bayern München von „Erfolgsfans“ gesprochen, da er über mehrere Jahrzehnte der mit Abstand erfolgreichste Fußballverein Deutschlands ist und über eine große Anhängerschaft in ganz Deutschland verfügt.

## LazarsfeldsThe People’s Choice
Der Lazarsfeldsche Bandwagon-Effekt beschreibt die Wechselwirkung zwischen der Erwartungshaltung einer Person, wer eine Wahl gewinnen wird (anticipation of the winner) mit ihrer Wahlabsicht (vote intention) und ihrer politischen Interessiertheit. Festgestellt wird eine hohe Korrelation zwischen Wahlabsicht und Gewinnererwartung. Jeder Parteianhänger erwartet, dass sein Kandidat gewinnt; wer aber uninteressiert ist, bildet sich auch keine feste Meinung, wer denn gewinnen wird. Die Gewinnererwartung hängt stärker von direkten Sozialkontakten ab als die Wahlabsicht. Dass ein Bandwagon-Effekt tatsächlich wirkt, kann daraus erschlossen werden, dass unentschlossene Wähler späterhin denjenigen Kandidaten zu wählen beschließen, von dem sie zuvor erwartet haben, dass er gewinne. Das psychische Zusammenspiel von Erwartung und Wahlabsicht ist psychologisch gesehen ein ziemlich komplexer Vorgang. Vermutlich werden auch unklare Absichten zuerst einmal als Erwartungen über den Gewinner formuliert.

## Mitläufereffekt durch Prognosebekanntmachung
Werden im Laufe einer Wahl erste Prognosen des Wählerverhaltens der Öffentlichkeit zugänglich gemacht, beginnen einige Wähler, ihre Wählerstimme nicht mehr dem präferierten Kandidaten zu geben, sondern dem vermeintlichen Gewinner dieser Wahl, und noch unentschlossene Wähler folgen der breiten Masse und geben ebenfalls dem prognostizierten Gewinner ihre Stimme. Dieses Verhalten wurde sowohl während tatsächlichen Wahlen (z. B. Frankreich) wie auch in Verhaltensexperimenten beobachtet.
Lazarsfelds Mitläufereffekt wird von Mark Granovetter mit einer rationalen Nutzen-Analyse begründet. Die Individuen beurteilen die negativen Folgekosten einer Entscheidung und ihre eigene Sicherheit beziehungsweise ihre Durchsetzungsfähigkeit und bringen sie in Abhängigkeit zur Anzahl derer, die die gleiche Entscheidung treffen. Dabei wird die Unterschiedlichkeit der individuellen Persönlichkeit deutlich. Für jeden Menschen existiert ein spezifischer Schwellwert der Beteiligung anderer, ab dem er seinen Präferenzen nachgibt und die Situation für sicher genug hält, um sich ebenfalls dafür entscheiden zu können. Statt einer rationalen Nutzenanalyse kann man an dieser Stelle auch andere individuelle Erwägungen setzen, zum Beispiel moralische, charakterliche oder soziale Aspekte. Wichtig ist nur die Annahme, dass ein Schwellwert existiert, etwa in Prozent angebbar, der dem Individuum präsent ist. Er kann 0 % oder 100 % sein, aber auch ein Wert dazwischen ist denkbar. Liegt der Schwellenwert eines Spielers bei 0 %, lässt sich sagen, dass sich seine Entscheidung völlig mit seinen Präferenzen deckt und er immer von dieser Entscheidung Gebrauch macht, ungeachtet wie andere Spieler agieren. Ein Schwellwert von 100 % hingegen lässt darauf schließen, dass sich das Individuum nur zu einer Entscheidung entschließt, sobald alle anderen Spieler genau diese wählen.
Befindet sich der Schwellwert zwischen diesen beiden Werten, so kommen die individuellen Erwägungen zum Tragen. In dynamischen Spielen wird diese Veränderung des Gleichgewichts von Ökonomen und Statistikern mit Hilfe von neueren mathematischen Verfahren wie der Theorie der stochastischen Approximation belegt.
Empirische Untersuchungen des Mitläufereffekts machen sich das Western-voting-Phänomen zunutze.